# 波丘派恩山
波丘派恩山（Porcupine Mountains）是位於密西根上半島西北部的小山，行政上隸屬於美國密歇根州昂托納貢縣和戈吉比克縣，靠近苏必利尔湖岸边。波丘派恩山名稱來自於当地的原住民欧及布威族，据说是因为其轮廓像一只蹲着的豪猪。波丘派恩山是19世纪的铜矿开采地。